# Abattoirs de Montmartre
Les abattoirs de Montmartre, également appelés abattoirs de Rochechouart , étaient l'un des cinq abattoirs créés par Napoléon Ier en remplacement des nombreuses tueries présentes dans Paris.

## Situation
Les abattoirs de Montmartre étaient érigés sur un vaste terrain délimité par le côté des numéros impairs du boulevard Rochechouart, la rue Beauregard (actuellement rue Lallier), l'avenue Trudaine et la rue de Rochechouart.
L'emprise des abattoirs de Montmartre est occupée désormais par le lycée Jacques-Decour et la place d'Anvers.

## Historique
La création des abattoirs de Montmartre se fit par décret du 9 février 1810. 

En remplacement des nombreuses tueries présentes à l'intérieur de Paris, pour des raisons sanitaires, Napoléon décide de créer cinq tueries à l'extérieur des limites de l'époque de Paris : trois sur la rive droite de la Seine et deux sur la rive gauche. 

Commencés le 25 mars 1810, ils sont terminés en 1818. À partir du 15 septembre de la même année, il fut interdit de conduire les bestiaux à l'intérieur de Paris.
Construits par les architectes Poidevin puis Bellanger, et Clochard et Guenepin qu'inspecteurs, les abattoirs de Montmartre, d'une superficie de 37 000 m2 étaient organisés autour de plusieurs cours et comprenaient 64 échaudoirs.
Démolis en 1867, après la construction des abattoirs de la Villette, les abattoirs de Montmartre furent remplacés, en 1876, par le lycée Jacques-Decour et la place d'Anvers.

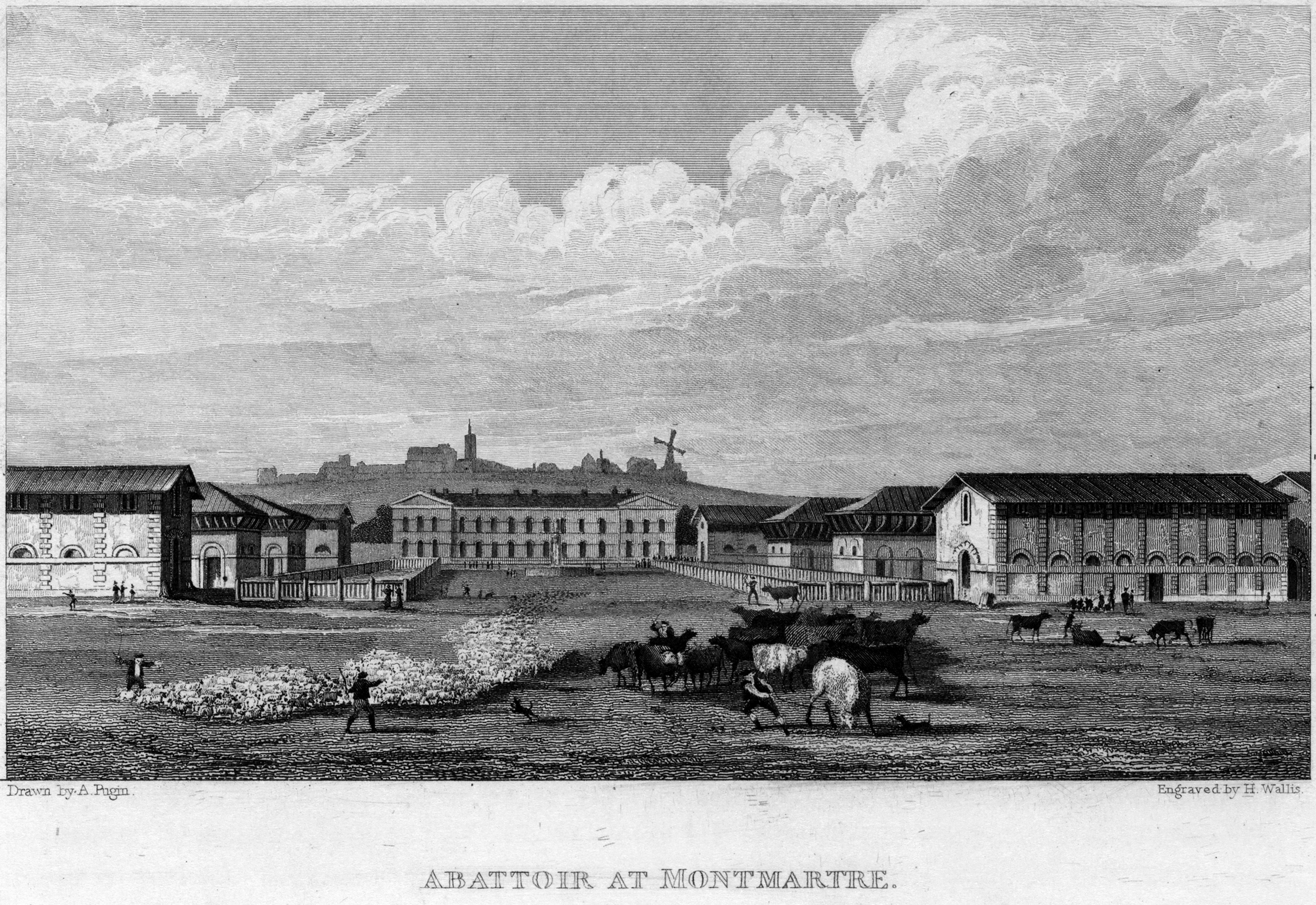
Les abattoirs en 1831. À l'arrière-plan, la colline de Montmartre et ses moulins.
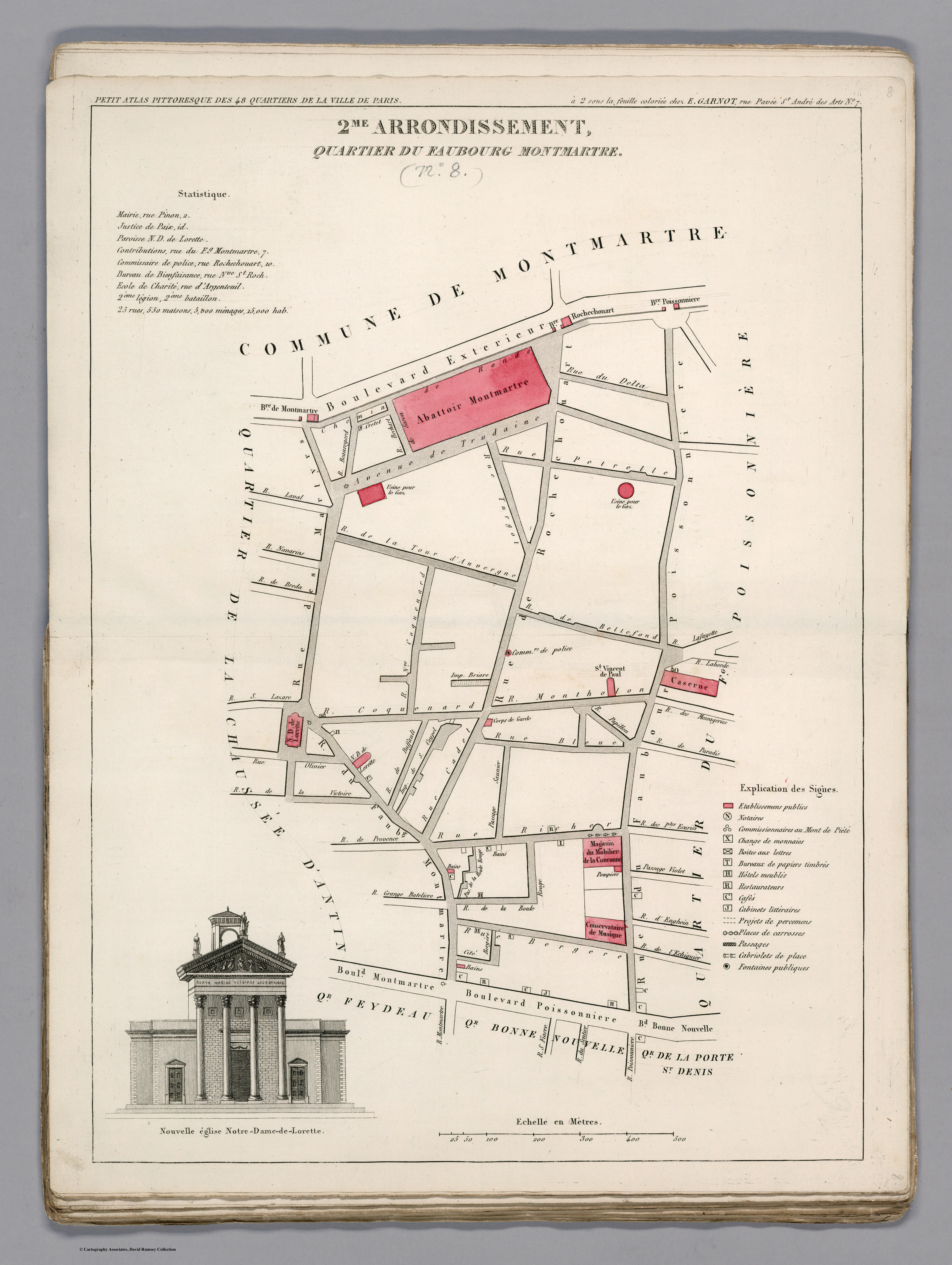
Plan du quartier du Faubourg Montmartre dans l'ancien 2e arrondissement en 1834.